# Ole Wisborg
Ole Carl Oscar Wisborg (født 14. august 1925 i København, død 20. december 1978) var en dansk skuespiller.
Han var oprindelig i lære som isenkræmmer i Sønderborg og arbejdede derefter som glasarbejder i Sverige.
Elev på Alliancescenerne – også kaldet Privatdirektørforeningens elevskole – 1951-1954.
Herefter debut på Det kongelige Teater med et kort engagement det følgende år.
Han var på Aarhus Teater 1956-1958.
Sidenhen engageret ved diverse teatre i København og provinsen.
Ole Wisborg var meget benyttet i både TV- og radioroller.
Han var gift med skuespillerinden Tove Wisborg.
Blandt de film han medvirkede i kan nævnes:
- Farlig ungdom – 1953
- Der kom en dag – 1955
- Lyssky transport gennem Danmark – 1958
- Tre må man være – 1959
- Cirkus Buster – 1961
- Een blandt mange – 1961
- Reptilicus – 1961
- Sorte Shara – 1961
- Rikki og mændene – 1962
- Mord for åbent tæppe – 1964
- Kampen om Næsbygaard – 1964
- Smukke Arne og Rosa – 1967
- Nyhavns glade gutter – 1967
- Det er så synd for farmand – 1968
- Woyzeck – 1968
- Løgneren (film) – 1970